# Adam Forgheim
Adam Forgheim (ur. 11 listopada 1978) – polski lekkoatleta, sprinter.
Zawodnik Śląska Wrocław. Brązowy medalista mistrzostw Polski (bieg na 100 m, Kraków 1999). W tym samym roku startował na młodzieżowych mistrzostwach Europy w Göteborgu gdzie zajął 7. miejsce w finałowym biegu na 100 metrów. 

## Rekordy życiowe
- bieg na 100 metrów – 10,32 s. (29 lipca 1999, Göteborg)[1]
- bieg na 60 metrów (hala) – 6,65 s. (1999)